# Arytaina thakrei
Arytaina thakrei är en insektsart som beskrevs av Mathur 1973. Arytaina thakrei ingår i släktet Arytaina och familjen rundbladloppor. Inga underarter finns listade i Catalogue of Life.